# Fredriksskans Festung

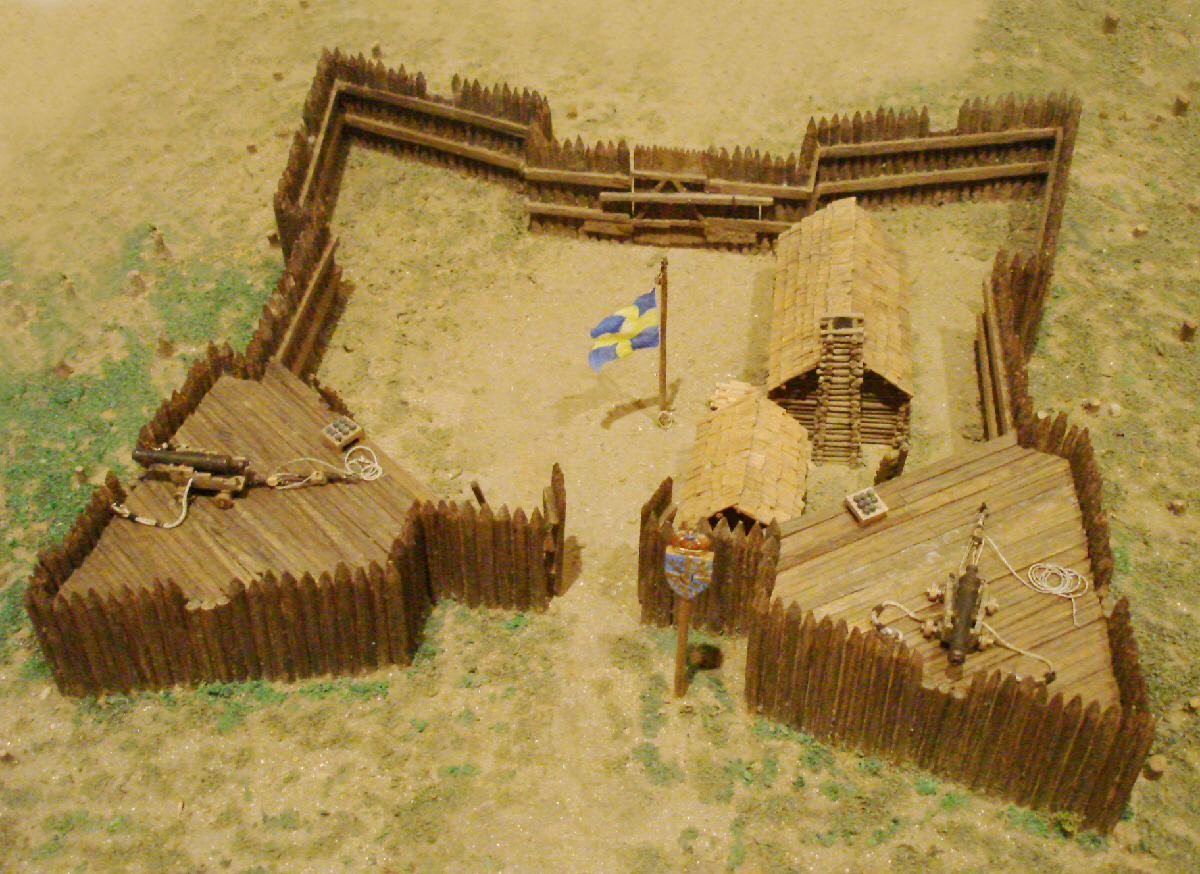
Modell einer schwedischen Festung aus dieser Zeit

Fredriksskans fästning (deutsch Fredriksskans Festung) ist eine ehemalige Schanze außerhalb von Gävle. 
Im Jahre 1612 baute man auf einer kleinen Insel in der Meerenge zwischen der inneren und äußeren Förde von Gävle ein Blockhaus.
1717 wurde an der gleichen Stelle eine Schanze angelegt. Diese soll von Beginn an den Namen Hugo-Schanze (schwedisch Hugoskans) getragen haben. Namensgeber war der damalige königliche Gouverneur Hugo Hamilton von Hageby (1655 bis 1724). Schon zu Beginn des gleichen Jahres, als die Schanze so gut wie fertig und mit zehn Kanonen bestückt war, erhielt diese den Namen Fredriks-Schanze (schwedisch Fredriksskans). Im Sommer 1719 wurde die Schanze weiter ausgebaut. Dank dieser Maßnahmen, segelte die russische Flotte an der Gävlebucht vorbei und zog weiter Richtung Norrtälje, um dieses zu zerstören und niederzubrennen. Dies geschah im Rahmen der russischen Verwüstungen entlang der schwedischen Ostseeküste in den Jahren 1719 bis 1721. Die nur provisorisch errichtete Schanze begann schnell zu verfallen, doch man baute diese in den Jahren 1727 bis 1728 wieder auf.
Zu Beginn des Russisch-Schwedischen Krieges (1788 bis 1790) wurde die Festung auf Befehl Gustav des III. samt Besatzung und Ausrüstung nach Vaxholm verlegt. Doch die Einwohner von Gävle engagierten neue Truppen und kauften eine neue Ausstattung für die Festung. Die neue Festung wurde auf Holmudden stationiert.
Im Jahr 1808 ließ die schwedische Krone die Festung reparieren und verstärken. 1863 wurde die Ausstattung der Festung abgeschafft und die Besatzung nahm ein Ende. Im Jahr 1892 ging die Festung in das Eigentum der Stadt Gävle über, welche diese im Jahr 1902 im Rahmen des Baus ihres neuen Hafengebäudes abriss.
Am Platz der alten Schanze wurde ein 4,5 Meter hoher Gedenkstein aus rotem Granit aufgestellt. Dieser trägt eine Inschrift unter einem aus Bronze gegossenen Reliefbild der Schanze.
Die zweite Kompanie von Norrlands Artillerie-Regiment in Östersund trägt den Namen Fredriksskans-Kompanie.